# Miguel Uribe Turbay
Miguel Uribe Turbay (Bogotá, 28 gennaio 1986 – Bogotá, 11 agosto 2025) è stato un politico colombiano.

## Biografia
Nacque il 28 gennaio 1986 a Bogotá, in Colombia, da Miguel Uribe Londoño, politico e giornalista, e Diana Turbay, avvocata e giornalista nonché esponente dell'illustre famiglia Turbay, originaria del Libano; suo nonno materno era l'ex Presidente della Colombia Julio César Turbay Ayala. Quando aveva quattro anni, sua madre fu rapita dal cartello di Medellín e rimase uccisa durante un tentativo di salvataggio.
Cresciuto dal padre, si laureò in giurisprudenza presso l'Università delle Ande di Bogotá, conseguendo una Maestría en Políticas Públicas, e proseguì gli studi alla Harvard Kennedy School, dove conseguì una Maestría en Administración Pública.

### Carriera politica
Nel 2012 fu eletto col Partito Liberale Colombiano (PLC) al consiglio comunale di Bogotá, dove fu tra i principali esponenti dell'opposizione all'allora sindaco Gustavo Petro. Nel 2014 fu eletto presidente del consiglio comunale con 32 voti su 45 mentre nel 2016 fu nominato Segretario del governo del sindaco Enrique Peñalosa.
Tentò di candidarsi come sindaco nel 2019 col movimento indipendente Avancemos, sostenuto da 400000 firme, ricevendo il supporto di diverse formazioni politiche tra cui il Partito Liberale, il Partito Conservatore, Colombia Justa Libres, il movimento MIRA e Centro Democratico. La sua campagna fu impostata in continuità con la consiliatura di Peñalosa ma ottenne 426982 voti, classificandosi quarto tra i candidati.
Nel 2021 il leader di Centro Democratico Álvaro Uribe Vélez annunciò che lo avrebbe messo a capo della lista del partito per il Senato della Repubblica, suscitando il malcontento di alcuni veterani del partito tra cui María Fernanda Cabal e Paloma Valencia. Alle elezioni parlamentari del 2022 risultò quindi eletto in Senato.
Il 4 marzo 2025 ha annunciato ufficialmente la sua candidatura alle primarie di Centro Democratico per ottenere la candidatura alle elezioni presidenziali del 2026, risultando tra i più probabili vincitori delle primarie secondo alcuni contestati sondaggi.

### Omicidio
Il 7 giugno 2025 durante un raduno politico a Modelia, nel distretto di Fontibón a Bogotá, è stato colpito da tre proiettili, di cui due avrebbero raggiunto la testa, e trasportato in condizioni critiche prima presso l'Engativá Medical Center e poi presso la Fundación Santa Fe di Bogotá. Sopravvissuto ad una prima operazione neurochirurgica e ammesso in terapia intensiva, ha subito un'ulteriore operazione il 16 giugno in seguito ad una perdita di sangue nel cervello. Nella mattinata dell'11 agosto è stata confermata la sua morte e il successivo 12 agosto è stato dichiarato giorno di lutto nazionale in Colombia.
Il sospetto è stato fermato dalle sue guardie del corpo ed è stato identificato come un ragazzo di 15 anni, probabilmente assunto da altri per uccidere Uribe Turbay. Circa un mese dopo l'attentato, la Policía Nacional ha arrestato Élder José Arteaga Hernandez, sospettato di aver architettato l'omicidio del senatore.